# 君子危うきに近寄らず
君子危うきに近寄らず（くんしあやうきにちかよらず）は、古代中国からのことわざ。

## 概要
君子というのはいつも身を慎んでいるため、危険なことはしないということを意味する。慎重に行動するべきであるという教訓として用いられ、危険な場所には近付いてはいけないという注意喚起としても用いられる。自らが苦手なことを避けるために用いられていることもある。
君子というのは古代中国において、学識、人格ともに優れた人物のことである。このような徳のある人物は、危険な場所に近付いたり、自らの身が危険になるような行動はしないということを意味している。君子という存在が持つべき態度や行動とはどのようなものであるかを表している言葉でもある。

### 歴史
『春秋公羊伝』の襄公二十九年に、君子不近刑人という君子は刑罰を受けるような人には近付かないということを意味する言葉があり、ここから君子危うきに近寄らずという警句が生まれた。